# 奧果韋-伊溫多省
奧果韋-伊溫多省（法語：Ogooué-Ivindo），是加蓬的9個省份之一，位於該國東部，首府馬科庫（Makokou），下分4縣，北接沃勒-恩特姆省，東面是剛果共和國，東南是上奧果韋省，南臨奧果韋-洛洛省，西南面是恩古涅省，西面是中奧果韋省，面積46,075平方公里。

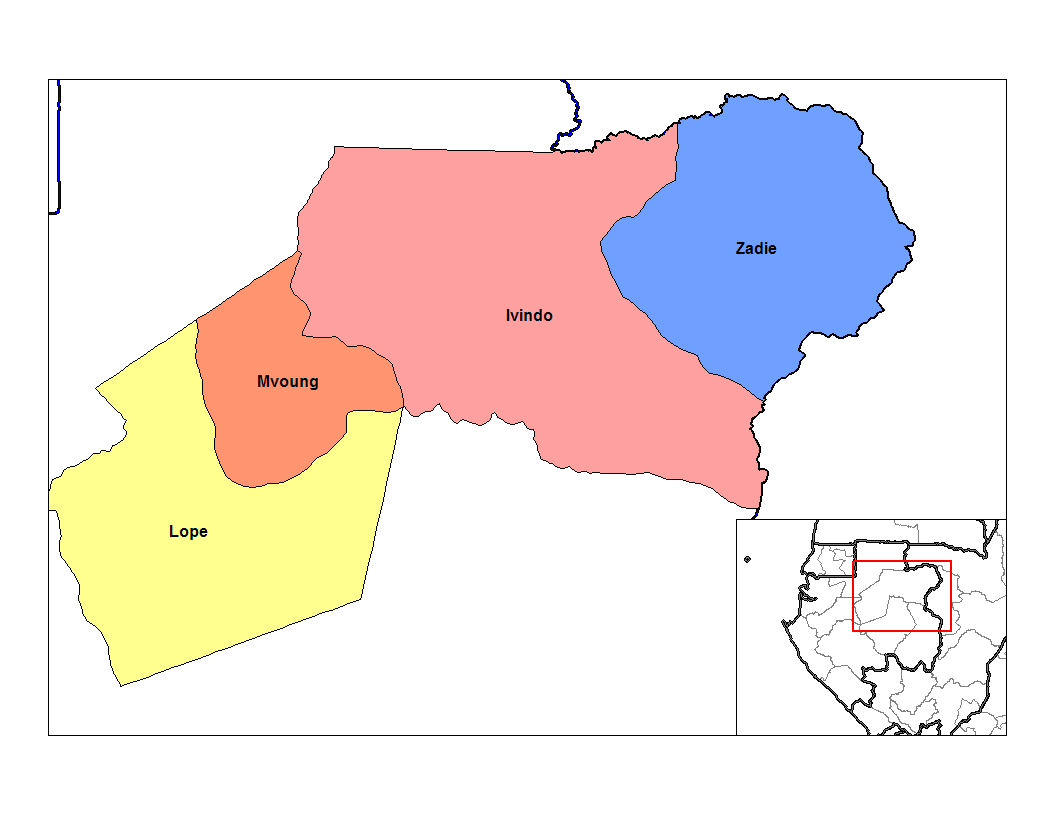
奧果韋-伊溫多省的縣份